# Lonely Planet

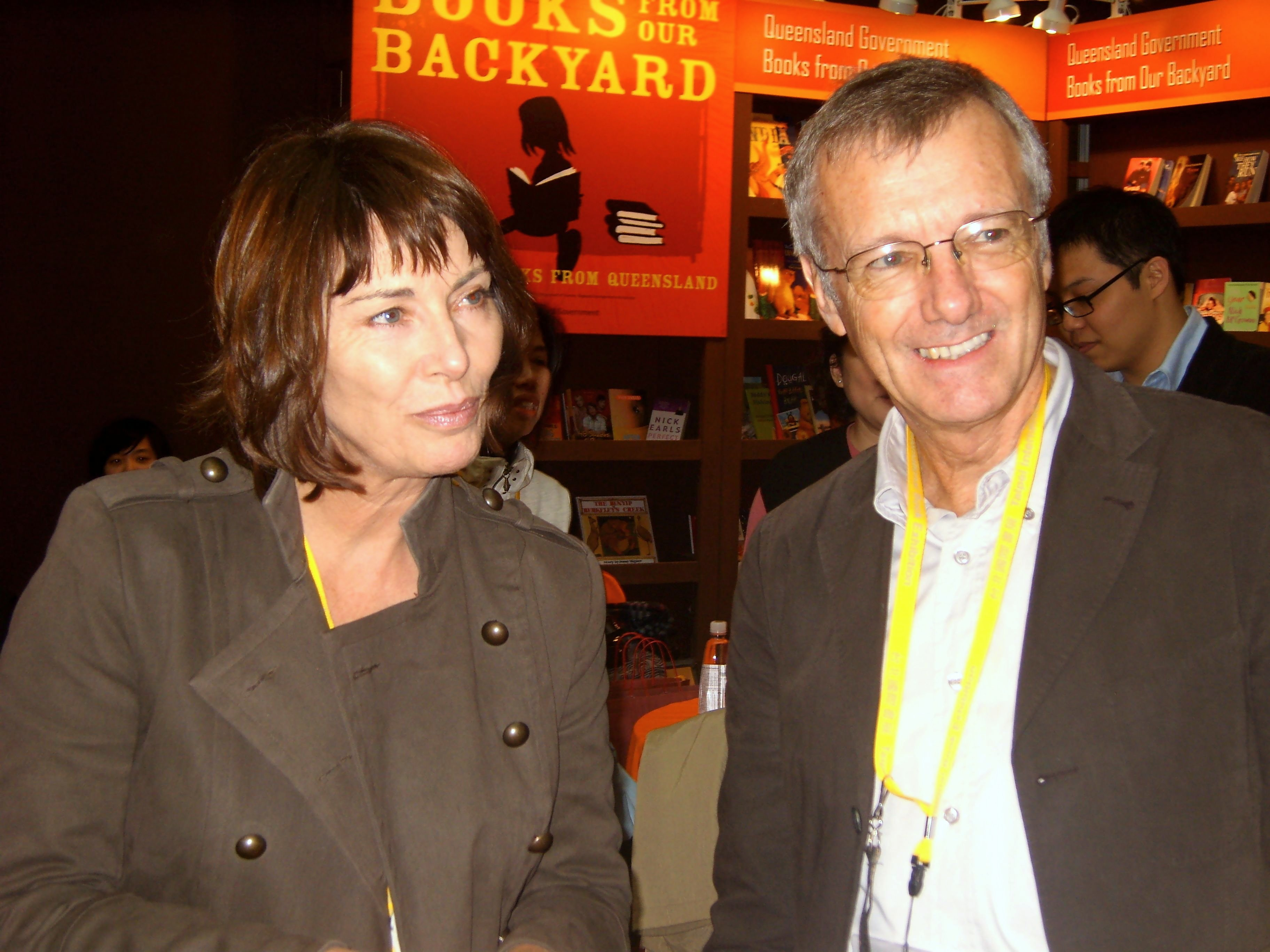
Maureen Wheeler (a la izquierda) y Tony Wheeler (a la derecha), cofundadores de Lonely Planet.

Lonely Planet, con sede en Australia, es una de las mayores editoras de guías de viajes en el mundo. Editó la primera serie popular de libros de viajes dirigida a mochileros y a viajeros de bajo presupuesto. Para el 2008, había publicado alrededor de 500 títulos en ocho idiomas, con ventas anuales de más de seis millones de guías de viajes, así como programas de televisión y páginas web.
Lonely Planet tiene una productora de televisión (Lonely Planet Television), compañía que ha producido y desarrollado cuatro series: Lonely Planet Six Degrees, The Sport Traveller, Going Bush y Vintage New Zealand. Sus oficinas centrales se encuentran en Footscray, un suburbio de Melbourne en Australia, con sucursales en Londres y en Oakland, California. 
En España también se edita la revista mensual Lonely Planet Magazine.[cita requerida]
En 2007 la compañía estaba controlada por la BBC, propietaria del 75 por ciento de las acciones, mientras que sus fundadores, Maureen y Tony Wheeler mantenían el 25 por ciento restante. El 18 de febrero de 2011 se confirmó que el 25 por ciento restante fue adquirido finalmente por la BBC, con un coste de 67.2 M$, haciéndose así con la totalidad de la compañía.[cita requerida]

## Historia
El primer libro de Lonely Planet, A través de Asia con gastos mínimos (Across Asia on the Cheap), fue escrito y publicado por Tony Wheeler, un exingeniero inglés de la corporación Chrysler y graduado de la Universidad de Warwick y de la Escuela de Negocios de Londres, y por su esposa Maureen Wheeler en Sídney en 1973, siguiendo un prolongado viaje a lo largo del continente desde Turquía, a través de Irán, Afganistán y Pakistán, antes de terminar en India o Nepal. La popularidad de la ruta por tierra fue dejada de lado cuando se cerraron las fronteras de Irán en 1979.